# Хотемеж
Хотемеж (словен. Hotemež) је насељено место у словеначкој општини Радече у покрајини Долењска која припада Посавској регији. До јануара 2014. је припадало Савињској регији.
Налази се на надморској висини 211,8 м, површине 2,23 км². Приликом пописа становништва 2011. године насеље је имало 85 становника. 